# 週一無肉日
週一無肉日是鼓励人们在星期一避免吃肉，以改善其健康並降低對環境的衝擊。
週一無肉日是一項由週一宣傳（The Monday Campaigns Inc.）與布隆博格公共卫生学院所進行的公益計畫。週一無肉日在2003年由一位行銷背景的人士 Sid Lerner 所創。此計畫是遵照美國農業部所訂定的營養指引。週一無肉日是「健康週一計畫（Healthy Monday initiative）」的一部分。健康週一鼓勵美國人在一週的開始選擇較為健康的飲食。其他的健康週一活動包含：週一當孩子主廚（The Kids Cook Monday）、週一2000卡（Monday 2000）、週一戒掉並持續（Quit and Stay Quit Monday）、運動週一（Move it Monday）、週一里程（The Monday Mile）等等。